# Toothless
Toothless (en España: El hada de los dientes; en Hispanoamérica: Un hada muy especial) es una película estadounidense para televisión producida por Mandeville Films para la compañía Walt Disney. La película fue dirigida por Melanie Mayron y protagonizada por Kirstie Alley y Dale Midkiff.

## Argumento
La dentista Katherine Lewis es una chica atractiva pero con mal carácter. Ella es algo engreída y orgullosa,y por eso nunca se permitió enamorarse de un tío. Su padre y su abuelo también eran dentistas y ella quiso seguir con la tradición familiar. Un día, cuando Katherine sale del trabajo, es atropellada por un mensajero en ciclista y se queda inconsciente. Ella despierta y se encuentra en el Limbo, un lugar entre el Cielo y el Infierno. En el Limbo, a Katherine se le dice que debe realizar un servicio comunitario como un ser mitológico antes de ir al cielo.
Después de un entrenamiento es enviada a la tierra para ser el Ratoncito Pérez y tiene como supervisores a Raúl y a una mujer llamada Rogers. Todas las noches saca su listado y visita por todo el mundo a todos los jóvenes que han perdido un diente de leche y coloca una moneda bajo sus almohadas. En su primera noche de trabajo, Katherine visita al chico solitario Bobby Jameson y él la descubre accidentalmente. Resulta que los jóvenes que tienen dientes de leche pueden verla, mientras que aquellos que han perdido todos los suyos no pueden, ya que la pérdida de los dientes de leche representa la pérdida de la inocencia necesaria para ver seres y criaturas mágicas.
Al día siguiente en la escuela, un matón llamado Jeff y su pandilla emboscan a Bobby, y uno de ellos lo golpea y le arranca otro diente. Katherine vuelve a visitar a Bobby esa noche y descubre que su madre había muerto de cáncer y que su padre siempre está ocupado en el trabajo. Katherine decide ayudar a Bobby y sus amigos de la escuela con sus problemas, lo que la mete en problemas con los superiores en el Limbo, ya que revelarse a los humanos vivos es una infracción grave. Sin embargo, tiene un índice de aprobación más alto de todos los tiempos como Ratoncito Pérez y recibe una advertencia. Katherine siente que las necesidades de la joven son mayores que las de ella y pide la ayuda de Raúl para hacerla visible ante los padres y el director de la escuela para poder demostrar que ella es real y que Bobby no está loco. 
A Raúl le conmueve que Katherine esté dispuesta a sacrificar su oportunidad de ir al cielo para ayudar a Bobby y sus amigos y acepta ayudarla. Katherine logra hacerse visible para la gente "bajando la guardia" y mostrándole a Bobby que se preocupa por él. Ella procede a regañar a los padres y al director, pero es enviada de regreso al Limbo una vez más por revelarse a los humanos. Una vez allí, Rogers, el supervisor del Limbo, envía a Katherine al Hellavator para ser enviada al infierno. Después de despedirse de Raúl comienza su descenso pero de repente se encuentra viva y de regreso a la Tierra. Raúl le dice que no sólo estaba soñando, sino que también se le ha dado una segunda oportunidad en la vida. 
Más tarde se da cuenta de que Rogers es un policía de tránsito que le dice que la está mirando. Esto sugiere que, después de todo, Katherine no estaba soñando. Katherine regresa a su trabajo como dentista con un nuevo amor por la vida. Encuentra a Bobby Jameson, un nuevo paciente, esperando su cita con ella. Ella explica lo que pasó y continúa viviendo su vida al máximo. Sin embargo, después de que ella le quita el último diente de leche, todos sus recuerdos de ella como el Hada de los Dientes se pierden y ella se entristece porque él ya no la recuerda. Sin embargo, su padre, Thomas, la reconoce desde que se hizo visible. Katherine les pide a Thomas y Bobby que vayan a un partido de béisbol con ella, y ellos aceptan, lo que implica el florecimiento de un romance entre Thomas y Katherine que podría resultar en que ella se convierta en la madrastra de Bobby.

## Elenco
- Kirstie Alley es Dr. Katherine Lewis.
- Dale Midkiff es Thomas Jameson.
- Ross Malinger es Bobby Jameson.
- Lynn Redgrave es Rogers.
- Melanie Mayron es Mindy.
- Helen Slater es Sra. Lewis
- Marcus Toji es Trevor.
- Eileen Brennan es Joe # 1.
- Daryl Mitchell es Raul.
- Kathryn Zaremba es Carrie.
- Kimberly Scott es Gwen.
- John P. Connolly es Dr. Green
- Catlin Adams es madre de Carrrie.
- Patrick Kerr es Sr. Woods
- Jake Richardson es Jeff.
- Zack Duhame es Kent.
- Arjay Smith es Phil.
- Joel Swetow es Joe # 2.
- Jamie Renée Smith es Katherine (niña).

## Curiosidades
- En un principio iba a formar parte de los clásicos de la cadena ABC.
- Entre otros personajes se encontraban el conejo de pascuas, Santa Claus, la bella durmiente, el coco, Cenicienta y Cupido.